# عبد الحسين دستغيب
عبد الحسين دستغيب (بالفارسیة: سید عبدالحسین دستغیب) (1913 - 1981) هو عالم دين شيعي، ولد في مدينة شيراز مركز محافظة فارس جنوبي إيران سنة 1913 ميلادي. كان والده محمد تقي بن هداية الله مرجعاً كبيراً في شيراز، أمّا اسرته فهي من الأسر المعروفة في محافظة فارس، برز منها كثير من العلماء والأدباء والخطباء.

## دراسته
أنهى مرحلة المقدمات من الدراسة في سن الطفولة وأنهى مرحلة السطوح، وأصبح إماماً لمسجد باقر خان في شيراز وأخذ يمارس الإرشاد. بعد سنين هاجر إلى النجف في سنة 1935 م ليواصل دراسته الحوزوية. درس في حوزة النجف عند مجموعة من الأساتذة البارزين مثل: كاظم الشيرازي، وأبي الحسن الاصفهاني، والميرزا الإصطهباناتي، والقاضي الطباطبائي. وعندما بلغ سن الرابعة والعشرين حاز على درجة الاجتهاد، وأيّد اجتهاده ثمانية من علماء الشيعة آنذاك.

## نشاطاته الدينية والسياسية
نشاطاته الدينية
- بعد عودته من النجف أخذ يقيم صلاة الجماعة بمدينة شيراز بالمسجد الجامع.
- كان يقيم مراسم دعاء كميل الأسبوعية، وكان يتحدث للناس من خلال تلك المراسم.
- بعد انتصار الثورة الإسلامية في إيران عام 1979 م أصبح ممثلاً للخميني في محافظة فارس وإماماً للجمعة في مدينة شيراز.
- بعد أن أصبح نائباً عن محافظة فارس في مجلس الخبراء، أخذ يهتم كثيراً بوحدات الجيش وحرس الثورة الإسلامية وقوات الأمن الداخلي، ويقوم بزيارات منظمة لهم مما أدى إلى سرعة الانسجام بين هذه الوحدات.
- أعادة بناء المسجد الجامع في شيراز الذي يعتبر من الابنية الأثرية التي يرجع تاريخها إلى أكثر من الف عام.
- أمر ببناء عشرات المساجد والمدارس الدينية من قبيل مدرسة حكيم، مسجد الرضا، مسجد المهدي، وغيرها
- أمر بتوزيع آلاف الأمتار المربعة لسكن المحرومين والمستضعفين على شكل مجمعات سكنية منها: مجمع علي بن أبي طالب، مدينة الشهيد دستغيب، مجمع خاتم الأنبياء.
- كان يعمل كثيراً على تشجيع الشباب في المشاركة بالحرب العراقية الإيرانية، ويعمل على تعبئتهم بالإمكانات كافة.

نشاطاته ضد نظام الشاه
- اعتراضه الشديد على قانون نزع الحجاب الإسلامي الإجباري الذي سنّه رضا خان، من خلال المحاضرات التي كان يلقيها آنذاك.
- ضمّ صوته إلى صوت قائد الثورة الإسلامية الخميني، في معارضة قانون (الانتخابات العامة والمحلية) الذي سنّه الشاه عام 1962 م.
- على اثر تضامنه مع نهضة الخميني في 15 / خرداد / 1963 م، تم اعتقاله من قبل قوات أمن الشاه (الساواك) مرتين ثم أطلق سراحه.
- اعتراضه الشديد على (مهرجان الفن)، الذي عقده الشاه قبل أنتصار الثورة الإسلامية بسنة واحدة في مدينة شيراز، وكان ينفق عليه الأموال الطائلة، ويدعو فيه الاجانب للمارسة أنواع المنكرات على حساب معاناة الشعب الإيراني المحروم.
- قبل سقوط نظام الشاه بشهرين (أواخر عام 1978م) أعلن في شيراز عن تشكيل حكومة عسكرية إسلامية، ودعا الناس إلى عدم مراجعة دوائر النظام وقال: من كان لديه مشكلة فليراجعني شخصياً لأحل مشكلته، وعند تصاعد أحداث الثورة واقتراب النصر النهائي في (11/2/1979) سلّم كثير من قادة الجيش والشرطة انفسهم لدستغيب، وبهذا أصبح داره مقراً من مقرات الحكومة الإسلامية الفتية.[1]

## مؤلفاته
لديه أكثر من ثلاثة وثلاثين مؤلفاً في مختلف العلوم، كما ترجمت بعضها إلى اللغات الأخرى مثل: العربية والإنجليزية والفرنسية والألمانية والأوردوية ومنها:
1. القصص العجيبة.
2. الذنوب الكبيرة (مجلدان).
3. المظالم.
4. العبودية سر الخلق.
5. الإيمان.
6. العدل.
7. الأخلاق الإسلامية.
8. قصص الشهيد.
9. حقائق من القرآن.
10. الإستعاذة.
11. الدعاء.
12. النبوة، الإمامة، المعاد.
13. اليقين.
14. سيد الشهداء.
15. كشكول دستغيب.
16. عقائد ومفاهيم.
17. القيامة والقرآن.
18. صلاة الخاشعين.
19. القلب السليم.
20. التوحيد.
21. النفس المطمئنة.
22. النبوة.
23. الثورة الحسينية.
24. المعاد.

## اغتياله
قتل عبد الحسين دستغيب في شهر كانون الأول عام 1981م، وهو في طريقه إلى أداء صلاة الجمعة، حيث أسرعت إليه فتاة في التاسعة عشرة من عمرها تنتسب إلى منظمة خلق، بحجة إنها تريد إيصال رسالة إليه، ثم دوّى انفجار مهيب لقنبلة فيها عدة كيلوغرامات من مادة الترينيترولولين.

## وصلات خارجية
- موقع عبد الحسين دستغيب بالفارسي